# Казе Бацоли (Торино)
Казе Бацоли је насеље у Италији у округу Торино, региону Пијемонт.
Према процени из 2011. у насељу је живело 19 становника. Насеље се налази на надморској висини од 215 м.